# 1786 aux échecs
| Années des échecs : 1783 - 1784 - 1785 - 1786 - 1787 - 1788 - 1789    |
| Décennies des échecs : 1750 - 1760 - 1770 - 1780 - 1790 - 1800 - 1810 |

Cet article présente les faits marquants de l'année 1786 aux échecs.

## Divers
- Benjamin Franklin écrit « La Morale des échecs (Morals of Chess) dans la revue américain The Columbian magazine[1].